# Colostethus latinasus
Colostethus latinasus är en groddjursart som först beskrevs av Cope 1863.  Colostethus latinasus ingår i släktet Colostethus och familjen pilgiftsgrodor. IUCN kategoriserar arten globalt som otillräckligt studerad. Inga underarter finns listade i Catalogue of Life.